# سیارک ۹۸۲۴
سیارک ۹۸۲۴ (به انگلیسی: 9824 Marylea، نامگذاری:3033T-2) نه هزار و هشتصد و بیست و چهارمین سیارک کشف شده‌است که در ۳۰ سپتامبر ۱۹۷۳ کشف شد.
قدر مطلق سیارک برابر ۱۳٫۴۰ است.